# Clovis Cnoop Koopmans
Abraham Jakob (Clovis) Cnoop Koopmans (Amsterdam, 25 februari 1925 – Amsterdam, 25 maart 2008) was een Nederlands politicus voor de PvdA.
Cnoop Koopmans was een Amsterdamse rechter. Voor hij tot de rechterlijke macht toetrad was hij werkzaam bij de kinderbescherming. Hij kreeg vooral bekendheid als vicepresident van de Amsterdamse rechtbank, een functie die hij van 1977 tot 1987 bekleedde, en als een non-conformistische, tegendraadse jurist. Voor de PvdA was hij in de periode 1981-82 een klein jaar lid van de Eerste Kamer. Hij trad daar vooral op als justitie-woordvoerder. Van 1982 tot 1990 was hij voor dezelfde partij lid van de Gemeenteraad van Amsterdam. Cnoop Koopmans was actief in organisaties voor natuurbescherming. Hij was atoompacifist, vegetariër en vogelkenner. Als raadslid zette hij zich met succes in voor een jachtverbod in het Duinwaterleidinggebied.
Cnoop Koopmans, een afstammeling van de patriot Wopko Cnoop uit Bolsward, trouwde in 1955 met Martha Bruijn (1910-2006), als danseres een van de vaste krachten van choreografe Florrie Rodrigo. Voor hem was Bruijn de eerste geliefde van de schilder Melle, met wie zij samenleefde van circa 1930 tot eind 1944. Zij bleven echter met elkaar bevriend. In de loop der jaren zouden Marth en Clovis Cnoop Koopmans een uitgebreide documentatie aanleggen van Melles ongeveer 280 olieverfschilderijen, die aan de basis stond van de aan de schilder gewijde website www.tranendal.nl/melle. Het echtpaar bleef kinderloos.
Marth Bruijn stierf op 96-jarige leeftijd en werd begraven op Zorgvlied Cnoop Koopmans stierf anderhalf jaar later op 83-jarige leeftijd en werd begraven bij zijn vrouw.
- Biografisch Portaal: 83908007
- Parlement.com: vg09lln7j4zl